# Мурена (фильм)
«Мурена» — художественный фильм хорватского режиссёра Антонеты Аламат Кусиянович совместного производства Хорватии, Словении, США и Бразилии, премьера которого состоялась в 2021 году. Получил премию Каннского кинофестиваля «Золотая камера», был номинирован на премию Гильдии режиссёров США в категории «режиссёрский дебют».

## Сюжет
Центральный персонаж фильма — 17-летняя Юлия, которая живёт с родителями на острове, но мечтает вырваться из-под опеки отца.

## В ролях
- Грация Филиппович — Юлия
- Даница Чурчич — Нела
- Клифф Кертис — Хавьер

## Производство и премьера
Проект был анонсирован в мае 2018 года. Режиссёром фильма стала Антонетта Аламат Кусиянович, она же написала сценарий совместно с Франком Грациано. Продюсером фильма стал Мартин Скорсезе. Съёмки начались в Хорватии в конце 2020 года.
Премьерный показ фильма состоялся 10 июля 2021 года на Каннском кинофестивале. 8 июля 2022 года «Мурена» вышла в прокат в США.

## Восприятие
«Мурена» была удостоена премии «Золотая камера» в Каннах. В январе 2023 года она стала одним из претендентов на премию Гильдии режиссёров США в категории «режиссёрский дебют».